# بلاد مال بحری، قنا
بلاد مال بحری (به عربی: بلاد المال بحري)، روستایی از توابع شهرستان ابو تشت در استان قنا و کشور مصر است.

## جمعیت
براساس سرشماری سال ۲۰۰۶ مصر، جمعیت آن ۱۲۰۱۲ نفر(۵۵۵۱ مرد و ۶۴۶۱ زن) بوده‌است.